# Tiberios III.
Tiberios III. († 705) byl byzantský císař vládnoucí v letech 698–705. Jeho původní jméno znělo Apsimar, z příbuzných je znám především jeho bratr Herakleios.
Na císařský trůn vynesla vojevůdce Apsimara vzpoura námořníků vracejících se z neúspěšné výpravy do severní Afriky, kde Arabové nedávno dobyli Kartágo. Apsimar, který v té době zastával funkci drungaria loďstva, zamířil po své proklamaci směrem na Konstantinopol, ovládl město a nechal císaři Leontiovi uříznout nos. Sám pak pod přijatým jménem Tiberios převzal vládu v říši.
Za Tiberia III. pokračovaly boje s chalífou Abdulmalikem (685–705), probíhající hlavně v Malé Asii, kam císař vyslal svého bratra Herakleia ve funkci monostratega. Byzantská ofenzíva sice vedla k jistým úspěchům v Kilikii (704), ale již v roce 705 Tiberiovu vládu ukončili Bulhaři, kteří na trůn dosadili bývalého císaře Justiniána II. Ten nechal Tiberia brzy po převratu popravit.